# Supercoupe de Turquie masculine de volley-ball
La Supercoupe de Turquie de volley-ball est une compétition de volley-ball qui oppose le champion de Turquie au vainqueur de la coupe de Turquie. La première édition de la supercoupe de Turquie de volley-ball masculin a eu lieu au cours de la saison 2008-2009. Ce match se joue avant le premier match de la saison régulière.

## Palmarès
| Année | Vainqueur                | Score                                     | Finaliste                |
| ----- | ------------------------ | ----------------------------------------- | ------------------------ |
| 2009  | İstanbul BBSK            | 3 - 1 (26-24, 16-25, 25-22, 25-21)        | Arkas Spor İzmir         |
| 2010  | Ziraat Bankası Ankara    | 3 - 1 (19-25, 25-19, 25-20, 25-16)        | Fenerbahçe İstanbul      |
| 2011  | Fenerbahçe İstanbul      | 3 - 0 (25-17, 25-20, 25-22)               | Arkas Spor İzmir         |
| 2012  | Fenerbahçe İstanbul      | 3 - 0 (25-18, 25-19, 25-23)               | Galatasaray İstanbul     |
| 2013  | Halkbank Ankara          | 3 - 0 (25-16, 26-24, 25-23)               | Arkas Spor İzmir         |
| 2014  | Halkbank Ankara          | 3 - 1 (25-22, 29-31, 25-15, 26-24)        | Fenerbahçe İstanbul      |
| 2015  | Halkbank Ankara          | 3 - 0 (25-17, 25-17, 25-16)               | Arkas Spor İzmir         |
| 2016  | compétition non disputée | compétition non disputée                  | compétition non disputée |
| 2017  | Fenerbahçe İstanbul      | 3 - 1 (25-22, 24-26, 25-18, 25-13)        | Halkbank Ankara          |
| 2018  | Halkbank Ankara          | 3 - 2 (23-25, 22-25, 25-23, 25-21, 15-11) | Maliye Milli Piyango     |
| 2019  | Galatasaray İstanbul     | 3 - 2 (25-23, 16-25, 22-25, 25-23, 15-6)  | Fenerbahçe İstanbul      |
| 2020  | Fenerbahçe İstanbul      | 3 - 1 (25-15, 20-25, 25-20, 25-20)        | Arkas Spor İzmir         |

## Bilan par club
| Club                  | Titres | Ville    | Année                  |
| --------------------- | ------ | -------- | ---------------------- |
| Halkbank Ankara       | 4      | Ankara   | 2013, 2014, 2015, 2018 |
| Fenerbahçe İstanbul   | 4      | Istanbul | 2011, 2012, 2017, 2020 |
| İstanbul BBSK         | 1      | Istanbul | 2009                   |
| Ziraat Bankası Ankara | 1      | Ankara   | 2010                   |
| Galatasaray İstanbul  | 1      | Istanbul | 2019                   |